# Stormbreaker
Stormbreaker je kniha anglického spisovatele Anthonyho Horowitze o čtrnáctiletém nedobrovolném agentovi Alexi Riderovi.

## Děj
Alex Rider tajně prošetřuje smrt svého strýce a zjišťuje, že strýc nebyl bankéř, ale špion, který prošetřoval poměry v Saylových závodech, které vyvinuly revoluční typ počítače – Stormbreaker. A právě Stormbreaker představuje temnou hrozbu a před Alexem se rozkrývá nebezpečné spiknutí, které se snaží nějak vyřešit. Je to agent 0014.